# Plasminogeen
Plasminogeen is een glycoproteïne dat een grote rol heeft in de fibrinolyse.
Het wordt geproduceerd door de lever en circuleert in het plasma of wordt vervoerd door eosinofielen als pro-enzyme. Onder invloed van Tissue plasminogen activator (t-PA)kan het worden omgezet naar plasmine wat een grote rol speelt in de fibrinolyse.